# Dabbs Greer
Robert William "Dabbs" Greer (2 de abril de 1917 - 28 de abril de 2007) fue un actor estadounidense con una carrera de más de cincuenta años. Es recordado por sus actuaciones en las series Little House on the Prairie y Hank, además por su papel en la película The Green Mile, interpretando a un anciano Paul Edgecomb.